# Stokkafjord (Schiff)
Die Stokkafjord ist eine Doppelendfähre der norwegischen Reederei Boreal Sjø.

## Geschichte
Das Schiff wurde unter der Baunummer 211 auf der türkischen Werft Sedef Shipyard in Tuzla gebaut. Die Kiellegung fand am 5. November 2020, der Stapellauf am 4. August 2021 statt. Die Fertigstellung der Fähre erfolgte am 28. April 2022. Sie wurde anschließend auf eigenem Kiel nach Norwegen überführt und am 16. Juni 2022 in Dienst gestellt.
Der Entwurf stammte vom norwegischen Schiffsarchitekturbüro Multi Maritime.
Die Fähre verkehrt im Verlauf des auch als Kystriksveien bezeichneten Fylkesvei 17 zwischen Forvik und Tjøtta.

## Technische Daten und Ausstattung
Das Schiff verfügt über einen Hybridantrieb aus elektrischem und dieselelektrischem Antrieb. Es ist mit je einer von einem Elektromotor mit 1200 kW Leistung angetriebenen Propellergondel mit Zugpropeller an den beiden Enden der Fähre ausgerüstet. Für die Stromversorgung stehen Akkumulatoren mit einer Kapazität von 2034 kWh zur Verfügung, die in zwei Batterieräumen untergebracht sind. Zur Sicherheit stehen zusätzlich vier von Scania-Dieselmotoren des Typs DI16M mit jeweils 640 kW Leistung angetriebene Stamford-Generatoren für die Stromversorgung zur Verfügung. Die Motoren können mit Biodiesel betrieben werden. Die Dieselgeneratoren sind paarweise in jeweils einem Maschinenraum an den beiden Enden der Fähre untergebracht.
Das Schiff verfügt über ein durchlaufendes Fahrzeugdeck mit vier Fahrspuren. Auf dem Fahrzeugdeck stehen 117 Spurmetern zur Verfügung. An beiden Enden befinden sich nach oben aufklappbare Visiere, hinter denen sich kurze, herunterklappbare Rampen befinden. Diese können auf landseitige Rampen aufgelegt werden. Das Fahrzeugdeck ist an den beiden Enden nach oben offen und ansonsten von den Decksaufbauten überbaut. Die nutzbare Durchfahrtshöhe beträgt 5 m. Auf einer Seite ist die äußere Fahrspur überbaut, die nutzbare Durchfahrtshöhe ist hier auf 2,5 m beschränkt.
Auf dem Deck über dem Fahrzeugdeck befinden sich die Einrichtungen für die Passagiere mit zwei Salons mit Sitzgelegenheiten, einem Selbstbedienungsrestaurant und einem Kiosk. An die Salons schließen sich in beide Richtungen offene Decks mit Sitzgelegenheiten an. Oberhalb des Passagierdecks befindet sich ein Deck unter anderem mit den Einrichtungen für die Schiffsbesatzung. Darauf ist mittig das Steuerhaus aufgesetzt.